# Санта-Мария-де-Ребордойнш
Санта-Мария-де-Ребордойнш (порт. Santa Maria de Rebordões)  —  район (фрегезия) в Португалии,  входит в округ Виана-ду-Каштелу. Является составной частью муниципалитета  Понте-де-Лима. По старому административному делению входил в провинцию Минью. Входит в экономико-статистический  субрегион Минью-Лима, который входит в Северный регион. Население составляет 1065 человек на 2001 год. Занимает площадь 7,20 км².